# The Inspectors – Zerrissene Beweise
The Inspectors – Zerrissene Beweise (alternativ: The Inspectors – Killer ohne Namen; Originaltitel The Inspectors 2: A Shred of Evidence) ist ein US-amerikanischer Fernsehfilm aus dem Jahr 2000. Die Regie des Kriminalfilms mit Louis Gossett Jr. und Jonathan Silverman führte Brad Turner.
Bei dem Thriller handelt es sich um die eigenständige Fortsetzung des Films The Inspectors – Der Tod kommt mit der Post aus dem Jahr 1998.

## Handlung
Die Postinspektoren Frank Hughes und Alex Urbina aus Baltimore verfolgen den Betrüger Joe, der mit der Post verschickte Kreditkarten stiehlt. Anschließend schöpft er den Kreditrahmen aus. Auch Ed Furston erhält per Post einen ausgefüllten Antrag, den er jedoch sogleich in den Müll wirft. Etliche Monate später wird ein Toter gefunden, den die bei ihm gefundenen Papiere als Ed Furst ausweisen. Hughes und Urbina stellen bei ihren Ermittlungen jedoch fest, dass Ed lebt. Bei dem Toten handelt es sich nicht um Ed, sondern einen Mann, der sich Eds Identität aneignete und sodann hohe Kredite erschwindelte. Für Ed beginnt damit eine Art Alptraum. Er weiß nicht, wozu der Fremde seine Identität noch missbraucht hat. 
Der Unbekannte tötet neben einem Bankangestellten und einem gewissen John Doe weitere der bestohlenen Menschen. Hughes und Urbinas Ermittlungen gestalten sich schwierig. Die Inspektoren haben die Bankangestellte Betty Marsh, die eine ungewöhnlich hohe Anzahl von Vorauszahlungen abgesegnet hat, im Verdacht, dass sie mit dem Unbekannten, den sie kurzerhand Joe nennen, zusammenarbeiten könnte. Tatsächlich informiert Betty Joe, dass Postinspektoren ihm auf den Fersen seien, worüber dieser jedoch in Lachen ausbricht. Es dauert nicht lange und auch Betty findet den Tod.
Dann jedoch gelingt es Hughes und Urbina zumindest dafür zu sorgen, dass Joe nicht auch einen Angestellten einer anderen Bank tötet, bei der Joe inzwischen seine Geschäfte abwickelt. Dem Verbrecher gelingt es jedoch erneut, zu entkommen. Dann jedoch begeht Joe den Fehler eine seiner Kreditkarten für seine täglichen Einkäufe zu nutzen, was die Inspektoren zu einer Bank und einem Safe führt, in dem sich mehr als eine Million Bargeld befindet. Die Beamten sind sich sicher, dass dieses Geld Joe gehört, der es sich ergaunert hat. Eine Geiselnahme und Fingerspitzengefühl, das Hughes und Urbina beweisen, führen dann doch noch zum Ziel und dazu, dass die Inspektoren den Verbrecher stellen können.

## Produktion

### Produktionsnotizen
Der Film, der in Baltimore spielt, wurde in British Columbia in Kanada gedreht. Das führte zu einigen kuriosen Szenen mit USPS-Postfächern, da im Hintergrund kanadische Flaggen und entsprechende Geschwindigkeitsbegrenzungsschilder zu sehen sind.

### Veröffentlichung
In den Vereinigten Staaten wurde der Film am 12. März 2000 veröffentlicht, in Deutschland am 14. März 2003. In Ungarn und Schweden wurde er im Jahr 2005 veröffentlicht, in Japan war der Film erstmals 2006 zu sehen. Veröffentlicht wurde er zudem in Bulgarien, Kanada, Frankreich, Griechenland, Italien und Spanien.
Paramount (Universal Pictures) gab den Film am 4. November 2004 mit einer deutschen Tonspur auf DVD heraus Schröder Media am 1. Februar 2007.

## Kritik
Matt Spector schrieb auf der Seite BPA Bulletproof Action, dass der zweite Film mit dem Inspektorengespann eine Stufe höher sei als der erste. Gossett und Silverman sorgten zwar für eine unwahrscheinliche Paarung, spielten aber so gut gegeneinander, dass sie wie alte Freunde aussehen würden. Die kleinen Witze und unbeschwerten Momente ergäben in Kombination mit der überraschend spannenden Handlung einen amüsanten Film. Obwohl es sich um einen Fortsetzungsfilm handele, sei er großartig, auch da er uns alle Charaktere wiedergebe, an die wir uns erinnern würden und die wir liebten, und zudem eine neue und aufregende Geschichte.
In der Zeitschrift TVdirekt 9/2007 war zu lesen, der Film sei „streckenweise träge“.
TV Spielfilm zeigte mit dem Daumen zur Seite, gab für Spannung zwei und für Humor und Action je einen von drei möglichen Punkten und stellte fest: „Zwei Jahre nach dem TV-Erfolg ‚Der Tod kommt mit der Post‘ kam es zu dieser schnörkellosen, aber leider wenig überraschenden Fortsetzung.“ Fazit: „Mehr Schneckenpost als Expressbrief.“
Der Filmdienst stellte lapidar fest: „Solide inszenierter und gespielter (Fernseh-)Krimi, konzipiert als Fortsetzungsfilm.“